# Barbara Bel Geddes
Barbara Bel Geddes, ameriška igralka, * 31. oktober 1922, New York, † 8. avgust 2005, Northeast Harbor.
Najbolj poznana je po vlogi Miss Ellie Ewing iz televizijske serije Dallas. Poleg tega je leta 1955 upodobila Maggie v izvirni broadwayski predstavi Mačka na vroči pločevinasti strehi. Med ostalimi vidnejšimi vlogami se najpogosteje omenjata vlogi v filmih I Remember Mama (1948) in Hitchcockovem Vertigu (1958). V svoji karieri je prejela več nominacij in nagrad za igralske dosežke.